# Île de Zvërnec
 (mai 2025).
L'île de Zvërnec est une île de la lagune de Narta (en), dans le sud de l'Albanie.
D'une superficie d'environ 9 hectares, l'île est presque entièrement couverte de grands pins et se trouve juste à l'est d'une île beaucoup plus petite. Elle fait 430 m de long et une largeur maximale de 300 m. L'île de Zvërnec est reliée au continent par un pont en bois de 270 m de long.
L'île est une attraction touristique car elle abrite le monastère byzantin de Zvërnec, datant du XIIIe et XIVe siècle et bien conservé. Près de l'île se trouve le village qui porte le même nom. 

## Monastère de Zvërnec

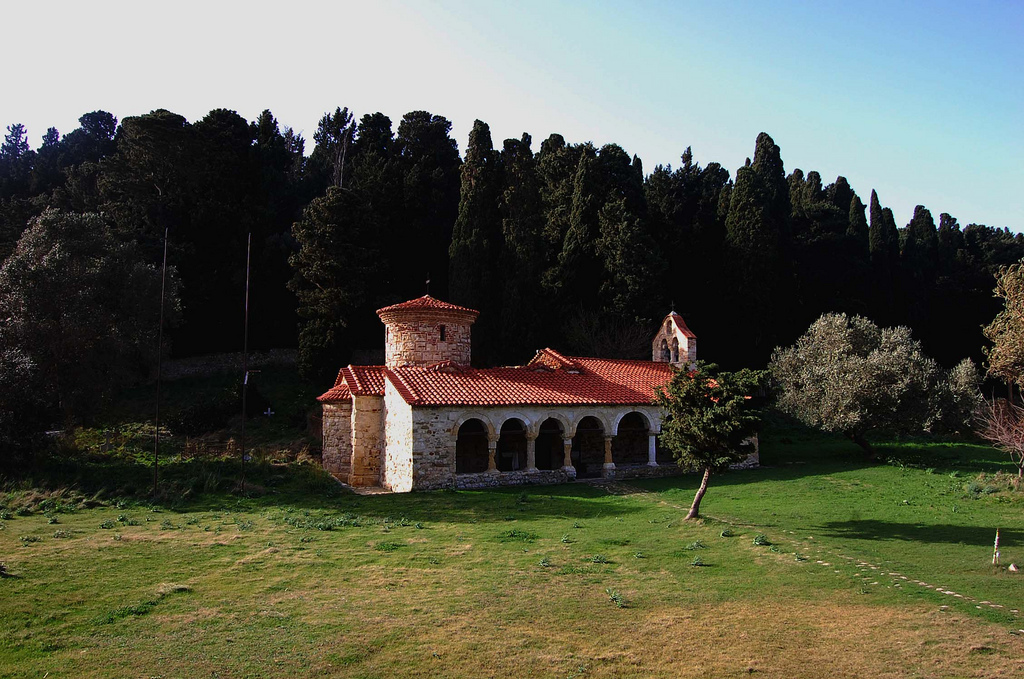
Monastère de Zvernec
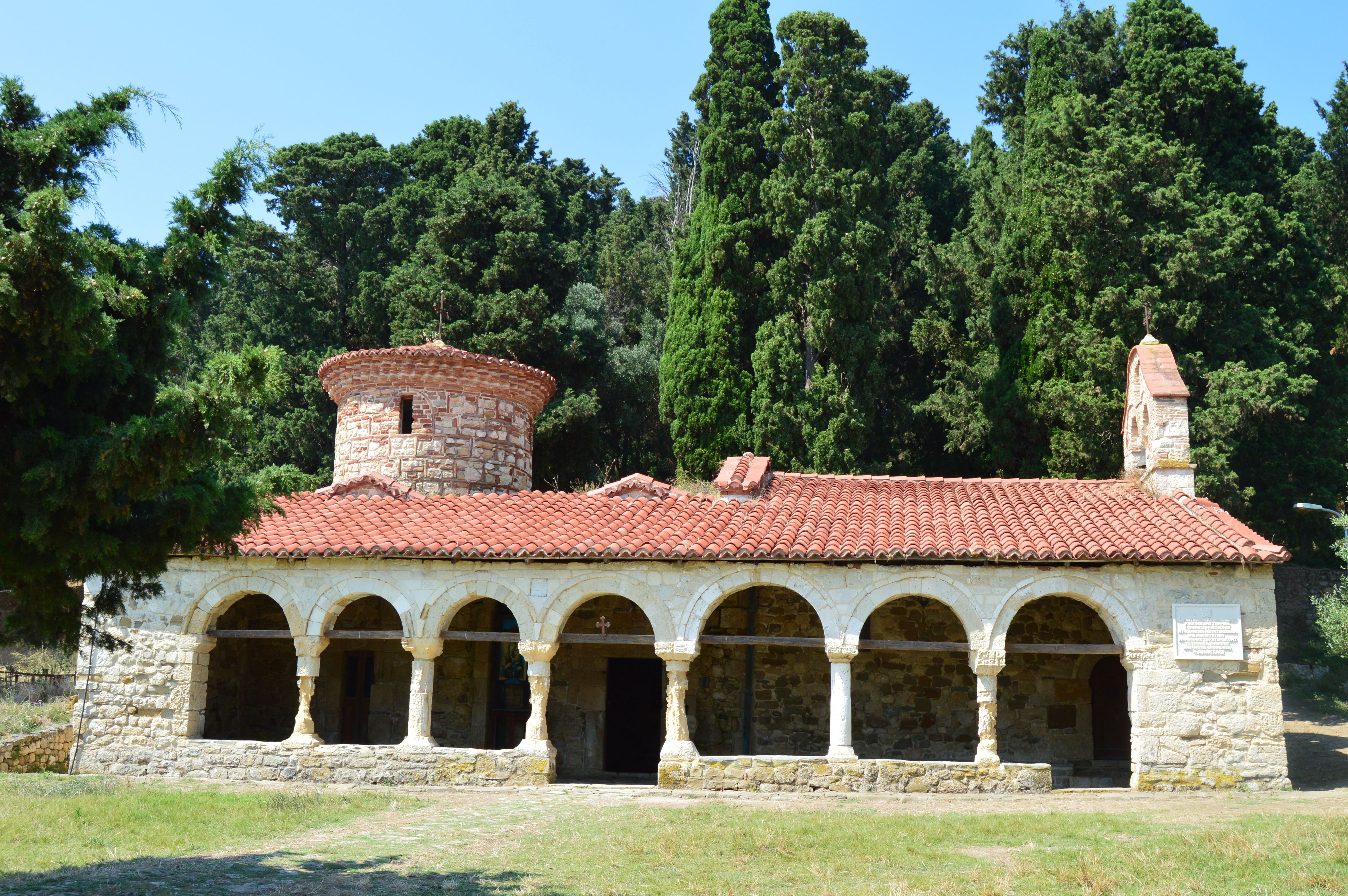
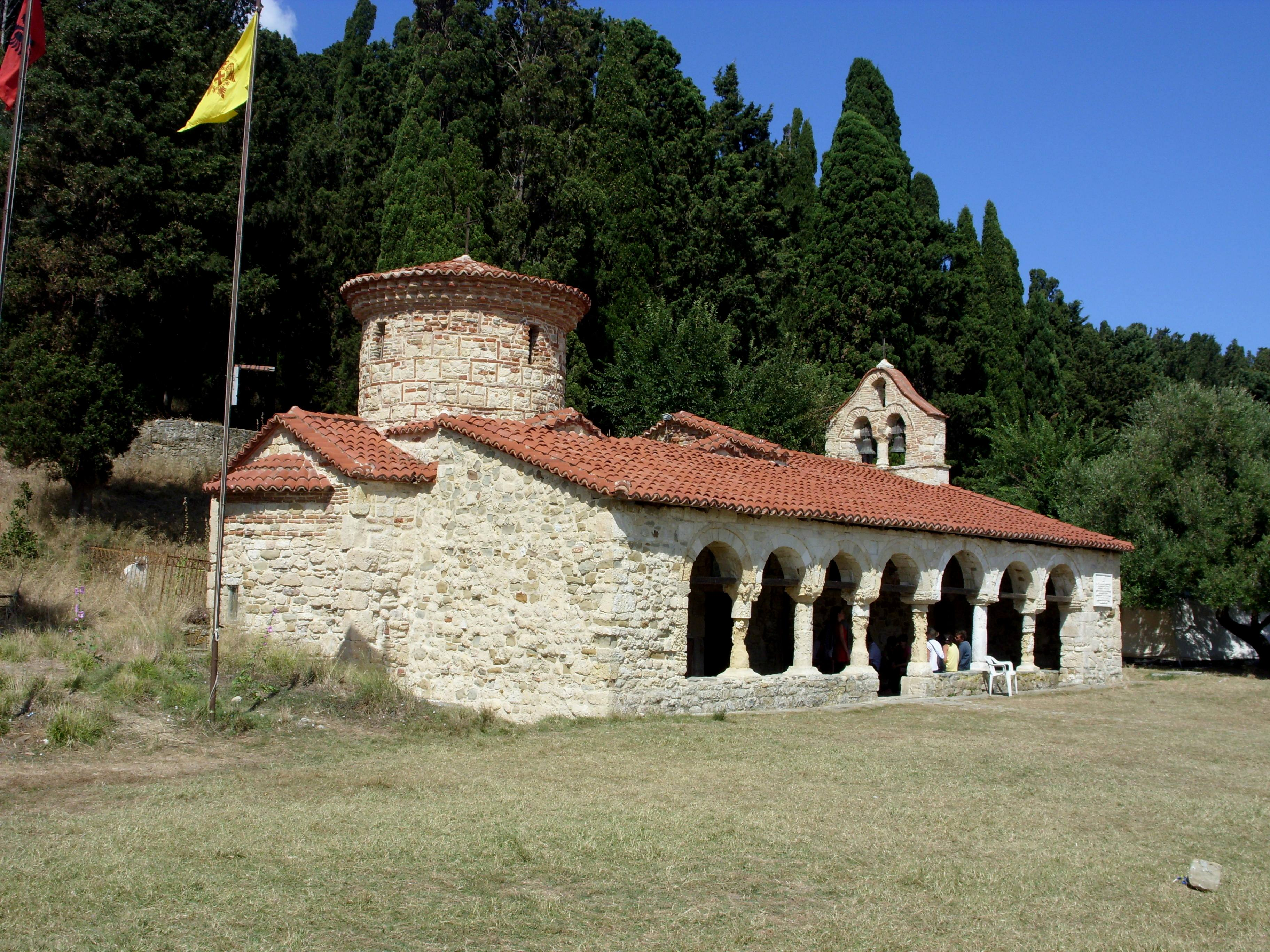
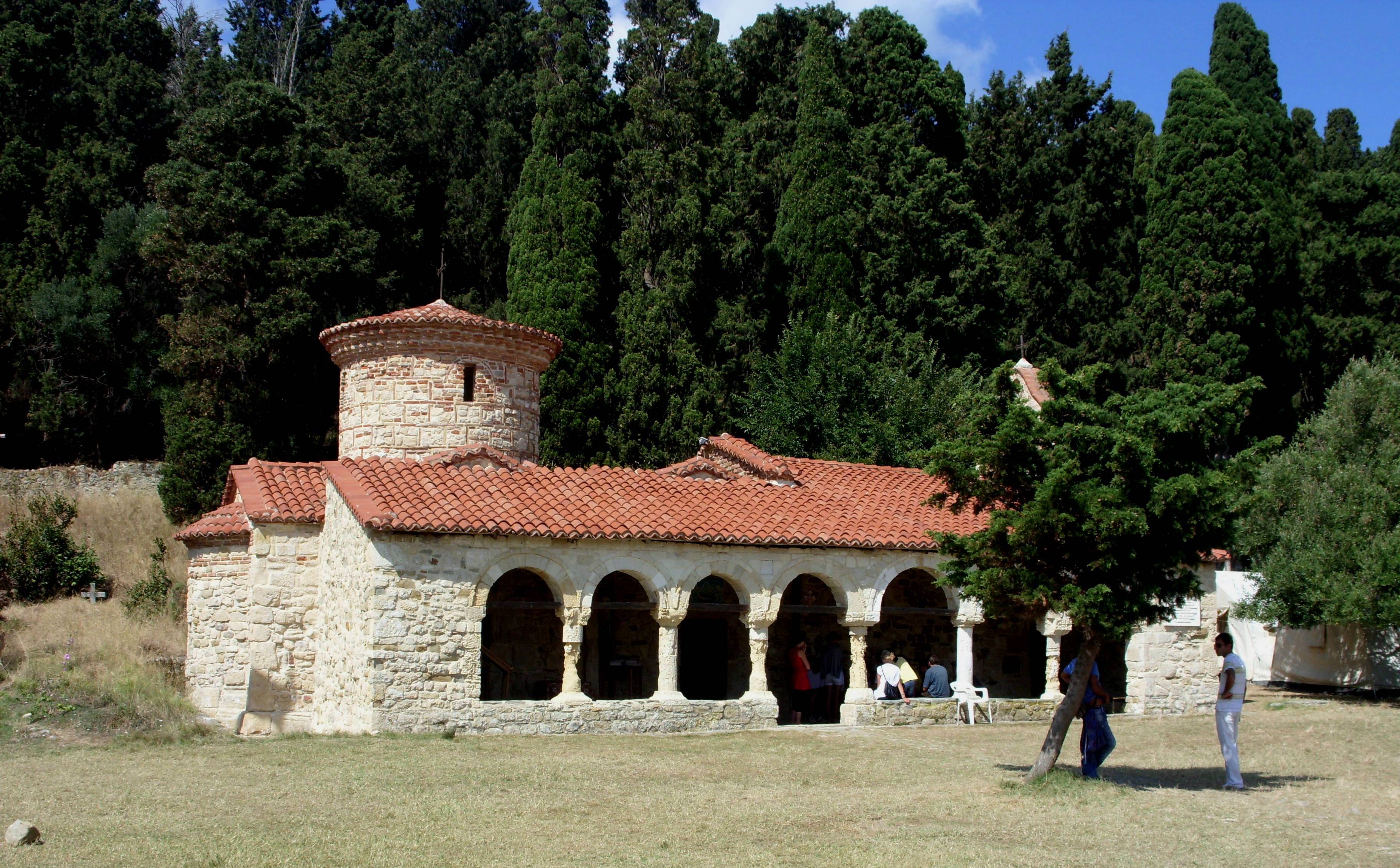
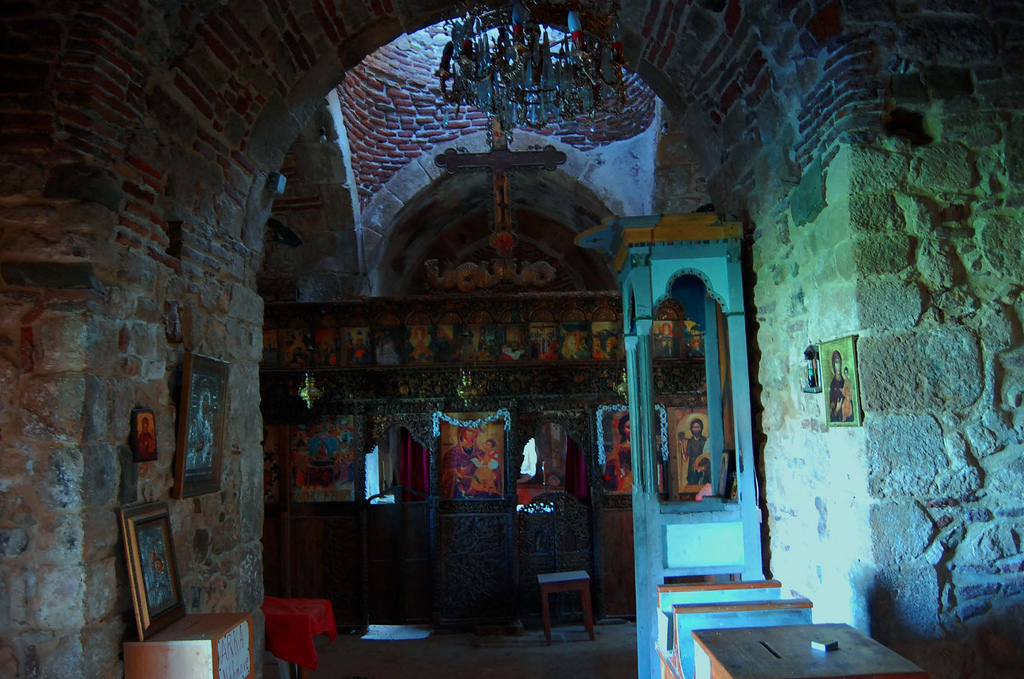